# Janne Ahonen
Janne Petteri Ahonen (født 11. maj 1977 i Lahti) er en finsk tidligere skihopper, der deltog i World Cup-konkurrencer mellem 1992 og 2018. Han er en af de mest succesrige i sin sport gennem tiderne med talrige VM- og OL-medaljer. 

## Resultater
Ahonen er den hopper til dato, der har vundet flest VM-medaljer i både normale konkurrencer (10 i perioden 1995-2005) og skiflyvning (7 i perioden 1996-2008 i 9 deltagelser). I den traditionsrige Firebakketurnering er han ligeledes den mest vindende med 5 samlede sejre i perioden 1999-2008, og i World Cup-konkurrencer er han den hopper, der har opnået flest topti-resultater, i alt 245, heraf 108 podieplaceringer (også rekord).
Han har vundet fem VM-guldmedaljer: Individuelt på lille bakke 1997 og på stor bakke 2005 samt hold-VM i 1995, 1997 og 2003. Han har vundet World Cup to gange: 2003-04 og 2004-05, og har tredjeflest World Cup-sejre med 36 (efter Matti Nykänen med 46 og Adam Małysz med 39).
Hans øvrige VM-medaljer er individuel bronzemedalje på lille bakke 2005 og på stor bakke 2001, individuel sølv i skiflyvning i 1996 og 2004 samt bronze i 2000 og 2008 samt holdsølv i skihop på både lille og stor bakke i 2001 på stor bakke i 2005 samt sølv i skiflyvning i 2004, 2006 og 2008. Han har samlet (VM, World Cup, OL) vundet nitten medaljer, hvilket er rekord (delt med Nykänen). Trods denne store mængde triumfer har Ahonen aldrig vundet medaljer ved vinter-OL; hans har tre fjerdepladser som bedste resultat. 
Janne Ahonen er kendt for ikke at vise følelser under konkurrencer, og han ses kun sjældent smile, også når han står på sejrspodiet. Det har fået tysk presse til at give ham tilnavnet "Masken". 
Han annoncerede afslutningen på sin karriere i marts 2008, men han lovede samtidig at deltage i 2008-09 sæsonen "i et eller andet omfang". Karrieren stoppede med en venskabskonkurrence afholdt til ære for ham i hans hjemby Lahti 9. juli 2008. Blandt deltagerne i konkurrencen var en række af hans konkurrenter gennem årene, heriblandt Adam Małysz, Martin Schmitt, Georg Späth, Andreas Goldberger og Thomas Morgenstern. Trods tre måneder uden konkurrence var Ahonen ubeskeden nok til at vinde konkurrencen med længste hop i begge runder. 
I marts 2009 meddelte han, at han ville genoptage karrieren for sæsonen 2009-10 med fokus på Firebakketurneringen, VM i skiflyvning og OL.
I oktober 2018 tilkendegav han (for tredje gang), at han ville indstille sin karriere med en bemærkning om, at han ville fortsætte med skihop, så længe han syntes han kunne det, men at han herefter længere ville stille op i konkurrencer.

### OL
Ahonen nåede at deltage i hele syv olympiske vinterlege, men trods sin succes i andre sammenhænge, blev han aldrig så dominerende i disse konkurrencer og vandt således ingen individuelle OL-medaljer.
Han var første gang med ved OL i 1994 i Lillehammer, hvor det blev til placeringer langt nede på listen i de individuelle konkurrencer, og hvor Finland blev nummer fem i holdkonkurrencen. Ved vinter-OL 1998 i Nagano blev han nummer fire på normal bakke og igen blev Finland nummer fem i holdkonkurrencen.
Hans bedste OL blev legene i 2002 i Salt Lake City, hvor han igen blev nummer fire på lille bakke og nummer ni på stor bakke, mens Finland denne gang vandt sølv  i holdkonkurrencen med 974,0 point, mens Tyskland fik guld med mindst mulig margen med 974,1 point, og Slovenien fik bronze med 946,3 point. Med på det finske hold var ud over Ahonen Matti Hautamäki, Veli-Matti Lindström og Risto Jussilainen.
Ved legene fire år senere i Torino blev han nummer seks på lille bakke og nummer ni på stor bakke, mens Finland igen denne gang fik sølv i holdkonkurrencen, der her blev vundet af Østrig med 984,0 point, mens Finland fik 976,6 point og Norge på tredjepladsen hentede 950,1 point. Denne gang var Ahonen suppleret af Matti Hautamäki, Tami Kiuru og Janne Happonen.
Ved legene i 2010 i Vancouver nåede Ahonen endnu engang en fjerdeplads på lille bakke, mens han blev nummer 31 på stor bakke og ikke var med i holdkonkurrencen. Ved vinter-OL 2014 i Sotji var hans individuelle placeringer langt nede i rækkerne, mens han var med til at blive nummer otte i holdkonkurrencen. Ved hans sidste OL i 2018 i PyeongChang gentog mønsteret sig: Individuelle placeringer langt nede og en ottendeplads i holdkonkurrencen.

## Øvrige meriter
Ved siden af karrieren som skihopper har Janne Ahonen også haft succes i dragracing. Han blev således finsk og nordisk mester i denne disciplin i 2004. Som dragracer kører han for Team Eagle Racing, hvilket passer fint til hans finske tilnavn, der betyder "Kongeørn". Teamet har dog ikke navn efter ham, men efter dets hjemby Kotka, som netop betyder ørn på finsk.
Han er gift med Tiia Ahonen med hvem han har to børn født i 2001 og 2008. 
I 2005 blev han udnævnt som årets finske sportsnavn.